# Architettura di registro-memoria
Nell'ingegneria informatica, un'architettura di registro-memoria è un'architettura del set di istruzioni che permette alle operazioni di essere eseguite su (o  partire da) una memoria o da un registro. Se l'architettura permette che tutti gli operandi siano in memoria, nei registri o in combinazioni di questi due, si chiama architettura “registro più memoria”.
In un approccio di tipo registro-memoria, uno degli operandi per operazioni come l'addizione può essere in memoria, mentre l'altro è in un registro. Ciò differisce da un'architettura load-store, utilizzata da progetti RISC come il MIPS, in cui entrambi gli operandi per tale operazione devono trovarsi nei registri prima della sua esecuzione.
Un esempio di architettura registro-memoria è l'Intel x86. Esempi di architettura registro più memoria sono:
- IBM System/360 e successive evoluzioni, che supportano operazioni aritmetiche decimali in virgola fissa da memoria a memoria, ma non operazioni aritmetiche binarie in numeri interi o in virgola mobile;[2][3][4]
- PDP-11, che supporta operandi di origine e destinazione in memoria o registro per la maggior parte delle operazioni intere a due operandi;[5]
- VAX, che supporta operandi sorgente e destinazione in memoria o registro per aritmetica binaria a numeri interi e a virgola mobile;[6]
- Motorola 68000, che supporta l'aritmetica intera con una sorgente o una destinazione di memoria, ma non con una sorgente e una destinazione di memoria. Tuttavia, il 68000 può spostare dati da memoria a memoria con quasi tutte le modalità di indirizzamento.[7]